# Pisces B
Pisces B è una galassia nana situata nella costellazione dei Pesci alla distanza di circa 30 milioni di anni luce dalla Terra.
È stata scoperta nel 2015 insieme ad un'altra galassia, Pisces A, nel corso dello studio Galactic Arecibo L-band Feed Array HI (GALFA-HI) volto a mappare le nubi di idrogeno neutro nelle immediate vicinanze della Via Lattea. Inizialmente identificate come nubi fredde di idrogeno, sono successivamente emerse proprietà tipiche delle galassie nane. Uno studio successivo ha identificato altre tre oggetti riferibili a galassie nane: SECCO 1, GALFA-Dw3 e GALFA-Dw4.
Pisces A e Pisces B sono situate ad una distanza dalla Terra inferiore a 11 megaparsec e pertanto fanno parte del Volume Locale ma si collocano all'esterno del Gruppo Locale.
Nel 2016 il Telescopio spaziale Hubble ha ripreso immagini delle due galassie.
Si ipotizza che Pisces A e Pisces B siano state per miliardi di anni due galassie isolate situate all'interno del Vuoto Locale, poi migrate successivamente in direzione del Volume Locale. Entrando in contatto con le nubi di gas intergalattico dell'ammasso, da circa 100 milioni di anni è ripresa all'interno delle due galassie un'intensa attività di formazione stellare.